# Supercoupe d'Europe masculine de handball 2005
Navigation
Supercoupe 2004 Supercoupe 2006
La Supercoupe d'Europe masculine de handball 2005 est la 9e édition de la compétition qui a eu lieu les 26 et 27 novembre 2005 à León en Espagne.
Elle est remportée par le BM Ciudad Real pour la 1re fois.

## Équipes engagées et formule
Les équipes engagées sont :
- FC Barcelone, vainqueur de la Ligue des champions 2004-2005 (C1) ;
- SC Magdebourg, finaliste de la Coupe des coupes (C2), en remplacement du vainqueur, le TUSEM Essen, dont la licence en Bundesliga n'a pas été renouvelée
- CB Ademar León, vainqueur de la Coupe de l'EHF
- BM Ciudad Real, invité en tant que finaliste de la Ligue des champions.

Le format de la compétition est une phase finale à 4 (demi-finale, finale et match pour la 3e place) avec élimination directe. 

## Résultats
|  | Demi-finales   | Demi-finales  |                        |    | Finale | Finale |
|  | Demi-finales   | Demi-finales  |                        |    | Finale | Finale |
|  |                |               |                        |    |        |        |
|  |                |               |                        |    |        |        |
|  |                |               |                        |    |        |        |
|  | FC Barcelone   | 27            |                        |    |        |        |
|  | FC Barcelone   | 27            |                        |    |        |        |
|  | BM Ciudad Real | 31            |                        |    |        |        |
|  | BM Ciudad Real | 31            | BM Ciudad Real         | 37 |        |        |
|  |                |               | BM Ciudad Real         | 37 |        |        |
|  |                | SC Magdebourg | 28                     |    |        |        |
|  | CB Ademar León | SC Magdebourg | 28                     | 26 |        |        |
|  | CB Ademar León |               |                        | 26 |        |        |
|  | SC Magdebourg  | 27            |                        |    |        |        |
|  | SC Magdebourg  | 27            | Match pour la 3e place |    |        |        |
|  |                |               |                        |    |        |        |
|  |                |               |                        |    |        |        |
|  |                |               |                        |    |        |        |
|  | FC Barcelone   | 31            |                        |    |        |        |
|  | FC Barcelone   | 31            |                        |    |        |        |
|  | CB Ademar León | 30            |                        |    |        |        |
|  | CB Ademar León | 30            |                        |    |        |        |

### Demi-finales
| 26 novembre 2005 16h15 | FC Barcelone   | 27 - 31   | BM Ciudad Real  | León, Espagne Affluence : 6 000 Arbitrage : Anto Josic, Sinisa Rudic |
| 26 novembre 2005 16h15 | Nagy, Romero 6 | (10 - 15) | Jonas Källman 7 | León, Espagne Affluence : 6 000 Arbitrage : Anto Josic, Sinisa Rudic |
| 26 novembre 2005 16h15 | ×3 ×4          | Rapport   | ×3 ×5           | León, Espagne Affluence : 6 000 Arbitrage : Anto Josic, Sinisa Rudic |

| 26 novembre 2005 18h15 | CB Ademar León    | 26 - 27   | SC Magdebourg    | León, Espagne Affluence : 6 100 Arbitrage : Kenneth Abrahamsen, Arne M. Kristiansen |
| 26 novembre 2005 18h15 | Raúl Entrerríos 8 | (10 - 12) | Karol Bielecki 8 | León, Espagne Affluence : 6 100 Arbitrage : Kenneth Abrahamsen, Arne M. Kristiansen |
| 26 novembre 2005 18h15 | ×1 ×2             | Rapport   | ×2 ×7            | León, Espagne Affluence : 6 100 Arbitrage : Kenneth Abrahamsen, Arne M. Kristiansen |

### Match pour la3eplace
| 27 novembre 2005 15h00 | CB Ademar León    | 30 - 31   | FC Barcelone              | León, Espagne Affluence : 4 500 Arbitrage : Kenneth Abrahamsen, Arne M. Kristiansen |
| 27 novembre 2005 15h00 | Raúl Entrerríos 5 | (16 - 15) | Juanin Garcia, Jeppesen 6 | León, Espagne Affluence : 4 500 Arbitrage : Kenneth Abrahamsen, Arne M. Kristiansen |
| 27 novembre 2005 15h00 | ×3 ×2             | Rapport   | ×3 ×1                     | León, Espagne Affluence : 4 500 Arbitrage : Kenneth Abrahamsen, Arne M. Kristiansen |

### Finale
| 27 novembre 2005 17h00 | BM Ciudad Real      | 37 - 28   | SC Magdebourg      | León, Espagne Affluence : 4 600 Arbitrage : Anto Josic, Sinisa Rudic |
| 27 novembre 2005 17h00 | Ólafur Stefánsson 8 | (19 - 16) | Grzegorz Tkaczyk 8 | León, Espagne Affluence : 4 600 Arbitrage : Anto Josic, Sinisa Rudic |
| 27 novembre 2005 17h00 | ×2 ×1               | Rapport   | ×3 ×1              | León, Espagne Affluence : 4 600 Arbitrage : Anto Josic, Sinisa Rudic |